# Irmgarda de Berg
Irmgarda de Berg (d. 1248–1249) a fost moștenitoare a comitatului de Berg.
Irmgarda a fost fiică a contelui Adolf al VI-lea de Berg cu Berta de Sayn.
În 1217 s-a căsătorit cu Henric, devenit duce de Limburg din 1226 ca Henric al IV-lea, iar din 1225 a preluat de la Irmgarda comitatul de Berg. Henric de Limburg-Berg a murit în 25 februarie 1246; descendenții lor au rămas conți de Berg, comitatul de Berg pierzându-și descendența din familia Ezzonizilor.